# Битва при Схёйнсхогте
Битва при Схёйнсхогте, известная также как битва при Ингого — сражение, произошедшее к северу от Ньюкасла (провинция Квазулу-Натал) 8 февраля 1881 в ходе первой англо-бурской войны. После поражения британцев в битве за Лаингс-нек коммуникации британских сил под командованием генерала сэра Джорджа Помроя Коли находились под постоянной угрозой нападений конных отрядов коммандера Дж. Д. Вейлбаха. Чтобы усилить защиту британской линии снабжения и получить свежие подкрепления генерал Кули решил зачистить дорогу Ньюкасл — Маунт-проспект.
Примерно в 21.00 Кули с отрядом, состоявшим большей части из пехоты вышел из Маунт-проспект. На мосту через реку Ингого были оставлена рота 60-го пехотного полка и два орудия, также были выставлены посты для прикрытия движения.
Когда отряд Коли подошёл к склону Ингого разведчики сообщили ему, что неподалёку обнаружен конный отряд буров под командованием генерала Н. Дж. Смита и команданта Дж. Д. Вейлбаха. Британцы заняли круговую оборону на гребне хребта. 240 пехотинцев, 38 всадников и два орудия готовились отразить три сотни буров, которые пытались окружить их и отрезать пути к бегству.
С 12.00 до 17.00 произошла серия стычек. Британцы понесли тяжёлые потери от точного и концентрированного огня буров. Хотя солдаты 60-го полка были в тёмно-зелёной, практически чёрной форме она сильно выделялась на светлом фоне южноафриканского вельда. Британцы только перекрасили свои белые шлемы в цвет хаки. Артиллеристы также носили чёрную форму, но они сильно выделялись при стрельбе из орудий. Буры напротив носили форму цвета хаки. Кроме того они хорошо умели маскироваться, буквально растворяясь на местности.
Вскоре пошёл дождь, завершивший битву. Вода в реке поднялась у бродов. Буры решили, что британцам не удастся переправиться, особенно с артиллерией и ждали всю ночь, чтобы на следующий день закончить битву. Тем временем люди Коли предприняли отчаянный ночной марш. Им удалось вывести лошадей, орудия и прочее, хотя несколько человек утонули при переправе. Бурам не удалось атаковать и захватить орудия во время разгула стихии, они позволили британской колонне уйти, тем самым совершив единственную крупную ошибку в ходе войны.
Считается, что если бы к отряду Коли подошли подкрепления до начала дождя, то британцы смогли бы разбить буров и вести мирные переговоры с позиции силы.
Прибывшая на следующий день британская похоронная партия наткнулась на буров, вернувшихся, чтобы позаботиться о раненых и убитых. Никаких боестолкновений не произошло. Восемь убитых буров были похоронены на ферме «Geelhoutboom» в пяти км от места битвы. Британцы потеряли убитыми 7 офицеров и 69 солдат убитыми и 68 ранеными. Солдат захоронили на поле битвы а тела офицеров спустя четыре дня были извлечены из могил и перезахоронены у форта Амьель.
В дальнейшем Коли страдал от поражения и хотя он получил подкрепления боевой дух его людей был подорван чередой поражений. Коли погиб в бою за Маджуба-хилл.